# Good Hope (Illinois)
Good Hope és una vila dels Estats Units a l'estat d'Illinois. Segons el cens del 2000 tenia 415 habitants.

## Demografia
Segons el cens del 2000, Good Hope tenia 415 habitants, 175 habitatges, i 120 famílies. La densitat de població era de 552,5 habitants/km².
Dels 175 habitatges en un 27,4% hi vivien nens de menys de 18 anys, en un 61,7% hi vivien parelles casades, en un 5,1% dones solteres, i en un 30,9% no eren unitats familiars. En el 28% dels habitatges hi vivien persones soles el 10,3% de les quals corresponia a persones de 65 anys o més que vivien soles. El nombre mitjà de persones vivint en cada habitatge era de 2,37 i el nombre mitjà de persones que vivien en cada família era de 2,93.
Per edats la població es repartia de la següent manera: un 26% tenia menys de 18 anys, un 5,3% entre 18 i 24, un 28,7% entre 25 i 44, un 23,4% de 45 a 60 i un 16,6% 65 anys o més.
L'edat mediana era de 39 anys. Per cada 100 dones de 18 o més anys hi havia 99,4 homes.
La renda mediana per habitatge era de 37.386 $ i la renda mediana per família de 41.964 $. Els homes tenien una renda mediana de 31.250 $ mentre que les dones 21.000 $. La renda per capita de la població era de 14.555 $. Aproximadament el 7,2% de les famílies i el 9,8% de la població estaven per davall del llindar de pobresa.

## Poblacions properes
El següent diagrama mostra les poblacions més properes.